# Japonština

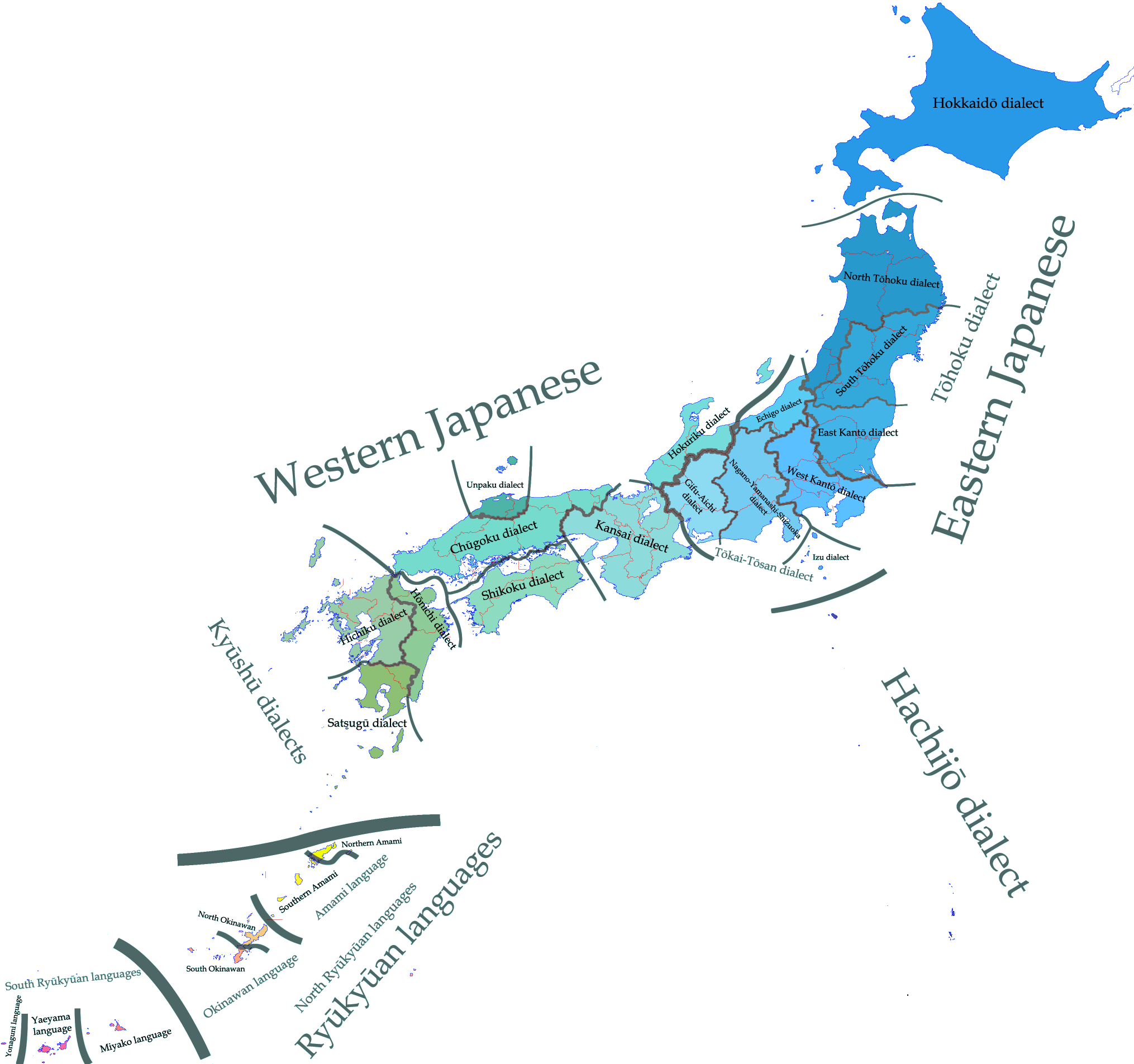
Japonské dialekty

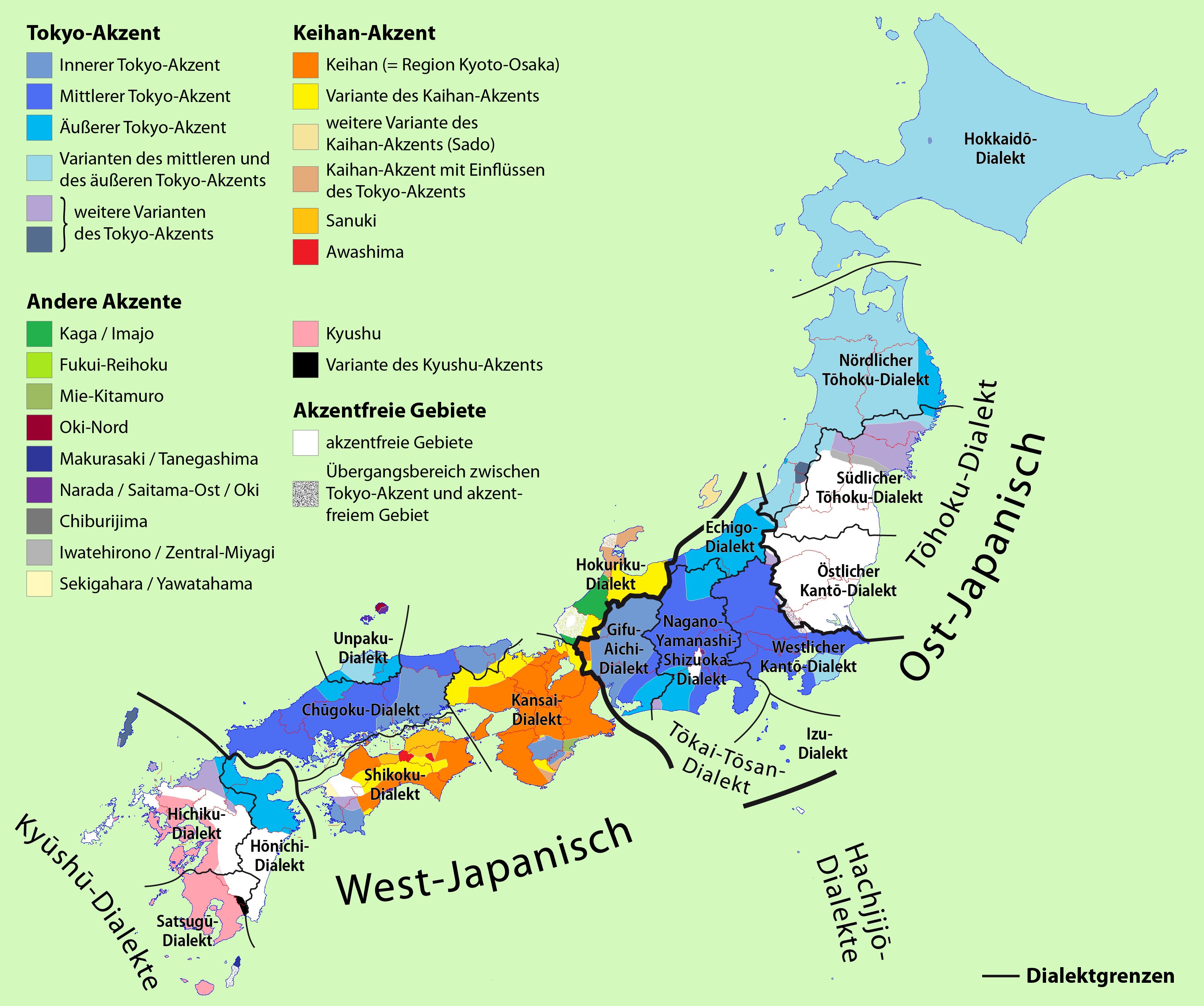
Japonské dialekty

Japonština (japonsky 日本語, nihongo, nippongo) je jazyk, kterým mluví přibližně 130 milionů lidí. Většina z nich žije v Japonsku, část pak v komunitách japonských emigrantů po celém světě. Japonština je aglutinační jazyk s mnoha úrovněmi zdvořilosti promluvy.
Systém japonského písma patří k nejsložitějším na světě – používá se kombinace čínských znaků (kandži) a dvě fonetické slabičné abecedy (hiragana a katakana), v některých případech i latinka (rómadži).
Do slovní zásoby byla již od 5. století přejímána slova z čínštiny (ve velkém rozsahu), v malém rozsahu z korejštiny a ainštiny. Od prvních kontaktů s Evropany (v 16. století) do japonštiny pronikají i výrazy z evropských jazyků (tzv. gairaigo), nejprve z portugalštiny a nizozemštiny a od reforem Meidži z němčiny, francouzštiny a angličtiny. V současnosti drtivě převažuje angličtina.

## Genealogická klasifikace
Japonština patří do rodiny japonsko-rjúkjúských jazyků. Do této rodiny patří i jazyky souostroví Rjúkjú, ty jsou ale velmi často považovány za dialekty (ač nesrozumitelné) japonštiny, a proto se o japonštině často mluví jako o jazykovém izolátu. Nikdy totiž nebyl prokazatelně doložen prajazyk, který by mohl japonštinu genealogicky vázat k jiným jazykům. Mezi nejčastější teorie o příbuznosti patří:
1. Příbuznost s jazyky severní Asie
  - Příbuznost s korejštinou (ta je často přiřazována k altajské větvi)
  - Altajská nebo uralo-altajská větev
  - Předpoklad, že japonština je kombinací austronéského substrata a altajského superstrata
  - Rjúkjúština – dnes se považuje za jazyk, byl ale původně totožný s japonštinou (dialekt)
2. Příbuznost s jazyky jižní Asie
  - Malajsko-polynéská hypotéza, austro-asiatická hypotéza, tibeto-burmská hypotéza
3. Hypotézy, které japonštinu spojují s indoevropskými jazyky
4. Ostatní hypotézy, které se věnovaly komparaci japonštiny s perštinou, řečtinou, baskičtinou a sumerštinou.

Poslední dvě teorie jsou převážnou většinou lingvistů odmítané. Nejdéle diskutovanou a nejsystematičtější je hypotéza, která řadí japonštinu k altajským jazykům.
Hypotéza, která japonštinu spojuje s korejštinou, nebyla nikdy definitivně prokázána. Příbuznost (zejména gramatická) moderní japonštiny a korejštiny je ale tak blízká, že často umožňuje doslovný překlad. Předmoderní jazyková stadia ovšem vykazují velké rozdíly mezi starou japonštinou a korejštinou a napovídají ke genealogické nepříbuznosti. 
Také moderní teorie stavící na altajských hypotézách tvrdí, že japonština je kombinací austronéského substrata a altajského superstrata. Jedním z hlavních zastánců této teorie je Susumu Óno, který předpokládá, že během období Džómon (8000 – 400 př. n. l.) se na japonských ostrovech mluvilo jazykem, který měl fonologický systém (4 vokály, otevřené slabiky) podobný polynéským jazykům. Okolo roku 300 př. n. l. se do Japonska stěhuje kultura Jajoi, která má své kořeny na kontinentální pevnině a jejich jazyk s gramatickou strukturou altajských jazyků a vokálovou harmonií začal ovlivňovat jazyk, kterým se v Japonsku mluvilo. Migrace probíhala pomalu, proto nový jazyk nevyřadil existující lexikální jednotky, i když byl schopen změnit jeho gramatickou strukturu. Geneticky tedy japonštinu řadí k altajským jazykům, i když obsahuje zbytky austronéského lexika. Tím se snaží odpovědět i na otázku, proč je počet altajských lexikálních kognátů tak malý. Polivanov uvádí několik znaků polynéských jazyků, které podporují austronéskou hypotézu:
- Typická dvouslabičnost (bisylabicita) lexikálního morfému (kata, naka)
- Přítomnost prefixů (což odlišuje japonštinu od plně sufixálních altajských jazyků) – japonská sufixace je tedy kontinentálního původu
- Reduplikace
- Jednoduchý vokalický systém, absence vokálové harmonie
- Otevřené slabiky
- Postupná ztráta účasti rtů. Japonština: *p: p > f (ɸ) > h; stejný proces v polynéských jazycích: * apui > api > afi > ahi

## Fonologie

### Samohlásky

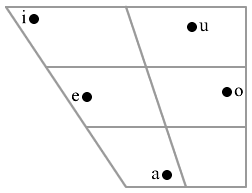
Vokalický systém japonštiny

Počet samohlásek se liší podle dialektu. Existují systémy se třemi vokály /i, u, a/ (dialekt na ostrově Jonaguni) a systémy až s osmi prvky /a, i, u, e, o, æ, centralizované ö, ü/ (dialekt města Nagoja). Standardizovaný tokijský dialekt má pětičlenný systém /a, i, u, e, o/, kde /u/ je realizováno jako nezaokrouhlený zadní vysoký vokál [ɯ]. Vokalická délka je fonologicky distinktivní: 月 cuki 'měsíc' a 通気 cúki 'proudění vzduchu'.

#### Desonorizace
Vysoké vokály /i, u/ podléhají v mnohých dialektech desonorizaci, tzn. stávají se neznělými. Ke ztrátě znělosti dochází pouze na jednom místě ve slově, a to buď v neznělém hláskovém kontextu nebo na konci slov, jako například ve slově [kɯ̥t͡sɯ] 靴 kucu 'boty' nebo [haɕi̥] 箸 haši 'hůlky'. Další příklady frekventovaných slov, které podléhají desonorizaci: [desɯ̥] です desu slovesná spona, [gozaimasɯ̥] ございます gozaimasu 'existovat' (zdvořile), [doːɕi̥te] どうして dóšite 'proč'.

### Souhlásky
|             | Bilabiální | Alveolární | Post-alveolární | Palatální | Velární | Uvulární | Glotální |
| ----------- | ---------- | ---------- | --------------- | --------- | ------- | -------- | -------- |
| Nazála      | m          | n          |                 |           |         | N        |          |
| Ploziva     | p b        | t d        |                 |           | k g     |          | Q        |
| Frikativa   |            | s z        |                 |           |         |          | h        |
| Aproximanta |            |            |                 | j         | w       |          |          |
| Švih        |            |            | r               |           |         |          |          |

Souhlásky se vyznačují vysokou mírou alofonie:
- /t, d/ jsou před /i/ realizovány jako alveo-palatální afrikáta [t͡ɕi, d͡ʑi], před /u/ jako alveolární afrikáta [t͡sɯ, d͡zɯ].[1]
- /N/ je na koncích slov realizováno jako uvulární nazála /hoN/ → [hoɴ] 本 hon 'kniha', často je také realizován jako nazalizace předchozího vokálu [hõõ]. Pokud po /N/ následuje kontinuant, přizpůsobuje se jeho artikulačním pohybům /hoN-jaku/ → [hoj̃jakɯ] 翻訳 honjaku 'překlad'. Je také realizován jako [m] před bilabiálními konsonanty /siNbuN/ → [ɕimbɯɴ] 新聞] šinbun 'noviny'. Dále jako [ŋ] před /k, g/, například /kaNkei/ → [kaŋkeː] 関係 kankei 'souvislost'. Před /d, t, n/ je realizován jako [n]: /hoNdana/ → [hondana] 本棚 hondana 'police na knihy/knihovna'.[1]
- /z/ je často individuálně relizováno jako [d͡z].[5]
- /s/ je před /i/ realizováno jako alveolopalatální frikativa [ɕi].[1]
- /r/ je apikální post-alveolární švih, který může být reprezentován i laterální variantou.
- /h/ je realizováno jako [ç] před /i/ a /j/ a jako [ɸ] před /u/.[1]
- Japonci vnímají souhlásky /r/ a /l/ jako totožné, fonologicky se shodují.

#### Geminace
V japonštině je i délka konsonantu distinktivní: 来た kita 'přišel' vs. 切った kitta 'uříznul'. Fonologicky je geminace reprezentována pomocí /Q/, tedy moraického orálního obstruentu s nespecifikovaným místem artikulace. Foneticky je realizován jako prodloužení konsonantické artikulace a jeho vlastní artikulaci udává následující konsonant. Jinými slovy, /Q/ prodlužuje trvání následujícího konsonantu (frikativy budou mít delší trvání, plozivy budou mít delší závěr). V písmu je zapisován pomocí malého っ. Geminují zejména konsonanty /p, t, k, s/, a to u japonských a sino-japonských slov. Znělé gemináty /b, d, z, g/ se vyskytují pouze u moderních výpůjček (např. z angličtiny).
- 河童 [カッパ] kappa /kaQpa/ → [kap̚.pa] 'vodník'
- バッグ baggu /baQgu/ → [bag̚.gɯ] 'taška'
- 喫茶店 kissaten /kiQsateN/ → [kisːateɴ] 'čajovna'
- 察知 sačči /saQti/ → [sat̚.t͡ɕi] 'závěr, úsudek'

### Přízvuk
Japonština se řadí mezi jazyky s tonálním systémem, kde navzájem kontrastují dva tóny – vysoký a nízký. Standardní tokijský dialekt je popisován jako downstep (tonální pokles)[zdroj?]. K tonálnímu poklesu dochází po moře, která je lexikálně specifikována jako přízvučná, tudíž definována vysokým tónem. Na počátcích slov dochází ke snížení tónu, ale pouze pokud nenesou přízvuk. Ve slovech bez přízvuku nedojde k tonálnímu poklesu.
| Přízvuk na první moře | Přízvuk na první moře | Přízvuk na první moře | Přízvuk na druhé moře | Přízvuk na druhé moře | Přízvuk na druhé moře | Bez přízvuku        | Bez přízvuku        | Bez přízvuku        |
| --------------------- | --------------------- | --------------------- | --------------------- | --------------------- | --------------------- | ------------------- | ------------------- | ------------------- |
| /kaꜜkio/              | 牡蠣を                | ústřice               | /kakiꜜo/              | 垣を                  | plot                  | /kakio/             | 柿を                | tomel               |
| vysoký–nízký–nízký    | vysoký–nízký–nízký    | vysoký–nízký–nízký    | nízký–vysoký–nízký    | nízký–vysoký–nízký    | nízký–vysoký–nízký    | nízký–vysoký–vysoký | nízký–vysoký–vysoký | nízký–vysoký–vysoký |

## Abeceda a výslovnost
K zápisu japonštiny se používá směs tří znakových systémů. Jsou to kandži (漢字, doslova „čínské znaky“), hiragana (ひらがな) a katakana (カタカナ). Hiragana a katakana se též označují společným názvem kana. Kandži se používá k vyjádření kořenu slova, koncovky a partikule jsou doplněny hiraganou. Katakana se používá pro fonetický přepis cizích slov, nebo slov převzatých z jiných jazyků. Také se používá v případě, kdy je třeba nějakou část textu zvýraznit, podobně jako kurzíva, také nověji pro odborné taxonomické názvosloví.
Hiragana a katakana jsou slabičné abecedy, zatímco kandži je morfemografické písmo. Většinu znaků kandži je možné číst dvěma i více způsoby. Pokud je potřeba specifikovat výslovnost nějakého znaku, použije se hiragana. Kandži na druhou stranu umožňuje rozlišit význam u homonym, která jsou v japonštině velmi běžná.
Píše se bez mezer mezi slovy. Tradičně jsou znaky uspořádány do sloupců, ve sloupci se píše shora dolů, sloupce jsou řazeny zprava doleva. Japonské knihy tedy mají stránky řazené z českého pohledu „odzadu“. Alternativně je možné znaky psát do řádku zleva doprava, řádky jsou řazené shora dolů (jako v češtině).

### Kana
| hiragana:                     | あ | い | う | え | お | か | き | く | け | こ | さ | し  | す | せ | そ | た | ち  | つ  | て | と | な | に | ぬ | ね | の | は | ひ | ふ | へ | ほ | ま | み | む | め | も | や | ゆ | よ | ら | り | る | れ | ろ | わ | を | ん |
| katakana:                     | ア | イ | ウ | エ | オ | カ | キ | ク | ケ | コ | サ | シ  | ス | セ | ソ | タ | チ  | ツ  | テ | ト | ナ | ニ | ヌ | ネ | ノ | ハ | ヒ | フ | ヘ | ホ | マ | ミ | ム | メ | モ | ヤ | ユ | ヨ | ラ | リ | ル | レ | ロ | ワ | ヲ | ン |
| hebonshiki rōmaji:            | a  | i  | u  | e  | o  | ka | ki | ku | ke | ko | sa | shi | su | se | so | ta | chi | tsu | te | to | na | ni | nu | ne | no | ha | hi | fu | he | ho | ma | mi | mu | me | mo | ya | yu | yo | ra | ri | ru | re | ro | wa | wo | n  |
| čekošiki rómadži(výslovnost): | a  | i  | u  | e  | o  | ka | ki | ku | ke | ko | sa | ši  | su | se | so | ta | či  | cu  | te | to | na | ni | nu | ne | no | ha | hi | fu | he | ho | ma | mi | mu | me | mo | ja | ju | jo | ra | ri | ru | re | ro | wa | wo | n  |

- Diakritickým znaménkem dakuten (濁点) (dvě krátké čárky v pravém horním rohu znaku; jiný název: nigori (濁り)) se v písmu značí slabiky se znělou párovou souhláskou. Souhláska /h/ se mění na /b/; /k/ se mění na /g/; /s/ na /z/; /š/ na /dž/; /t/ na /d/; /c/ na /(d)z/; /č/ na /dž/.
- Znaménkem handakuten (半濁点; kroužek v pravém horním rohu znaku; jiný název: marunigori) se značí změna výlovnosti z /h/ na /p/ (nebo z /f/ na /p/).
- Ze samohlásky /u/ se znaménkem nigori zapisuje slabika vu, která se však používá pouze pro přepis cizích slov katakanou: např. ヴァーツラフ広場 vácurafu hiroba 'Václavské náměstí'.

| hiragana:                     | が | ぎ | ぐ | げ | ご | ざ | じ  | ず | ぜ | ぞ | だ | ぢ    | づ   | で | ど | ば | び | ぶ | べ | ぼ | ぱ | ぴ | ぷ | ぺ | ぽ | ゔ |
| katakana:                     | ガ | ギ | グ | ゲ | ゴ | ザ | ジ  | ズ | ゼ | ゾ | ダ | ヂ    | ヅ   | デ | ド | バ | ビ | ブ | ベ | ボ | パ | ピ | プ | ペ | ポ | ヴ |
| hebonshiki rōmaji:            | ga | gi | gu | ge | go | za | ji  | zu | ze | zo | da | (ji)  | (zu) | de | do | ba | bi | bu | be | bo | pa | pi | pu | pe | po | vu |
| čekošiki rómadži(výslovnost): | ga | gi | gu | ge | go | za | dži | zu | ze | zo | da | (dži) | (zu) | de | do | ba | bi | bu | be | bo | pa | pi | pu | pe | po | vu |

- Některá písmena mají zvláštní funkci, jestliže se napíší malá (asi 1/2 až 3/4 normální velikosti, v dolním indexu).
- Slabika se samohláskou /i/, následovaná malým znakem pro slabiky ja, ju nebo jo, slouží k zápisu složené slabiky se změkčenou souhláskou:

| hiragana:          | きゃ | きゅ | きょ | ぎゃ | ぎゅ | ぎょ | しゃ | しゅ | しょ | じゃ | じゅ | じょ | ちゃ | ちゅ | ちょ | にゃ | にゅ | にょ | ひゃ | ひゅ | ひょ | びゃ | びゅ | びょ | ぴゃ | ぴゅ | ぴょ | みゃ | みゅ | みょ | りゃ | りゅ | りょ |
| katakana:          | キャ | キュ | キョ | ギャ | ギュ | ギョ | シャ | シュ | ショ | ジャ | ジュ | ジョ | チャ | チュ | チョ | ニャ | ニュ | ニョ | ヒャ | ヒュ | ヒョ | ビャ | ビュ | ビョ | ピャ | ピュ | ピョ | ミャ | ミュ | ミョ | リャ | リュ | リョ |
| hebonšiki rómadži: | kya  | kyu  | kyo  | gya  | gyu  | gyo  | sha  | shu  | sho  | ja   | ju   | jo   | cha  | chu  | cho  | nya  | nyu  | nyo  | hya  | hyu  | hyo  | bya  | byu  | byo  | pya  | pyu  | pyo  | mya  | myu  | myo  | rya  | ryu  | ryo  |
| výslovnost:        | kja  | kju  | kjo  | gja  | gju  | gjo  | ša   | šu   | šo   | dža  | džu  | džo  | ča   | ču   | čo   | nja  | nju  | njo  | hja  | hju  | hjo  | bja  | bju  | bjo  | pja  | pju  | pjo  | mja  | mju  | mjo  | rja  | rju  | rjo  |

- Rozdíl mezi složenou slabikou (malé ja / ju / jo) a dvěma slabikami (normální ja / ju / jo) je důležitý a může rozlišovat význam, srov. např. びょういん (病院) bjóin „nemocnice“ a びよういん (美容院) bijóin „kadeřnictví“.
- Podobně lze pomocí malých písmen pro samohlásky zapsat slabiky, které v základní sadě nejsou k dispozici. Tato možnost se využívá při přepisu cizích slov katakanou.

| hiragana:   | しぇ | じぇ | ちぇ | てぃ  | でぃ  | ふぁ | ふぇ | ふぃ | ふぉ | ゔぁ | ゔぇ | ゔぃ | ゔぉ |
| katakana:   | シェ | ジェ | チェ | ティ  | ディ  | ファ | フェ | フィ | フォ | ヴァ | ヴェ | ヴィ | ヴォ |
| výslovnost: | še   | dže  | če   | ti/ty | di/dy | fa   | fe   | fi   | fo   | va   | ve   | vi   | vo   |

- Dlouhé samohlásky se v hiraganě zapisují zdvojením krátké samohlásky, např. ああ = á, かあ = ká. Dlouhé ó se ve slovech japonského původu zapisuje jako zdvojené oo, např. おおきな ókina (ookina) „velký“, ale častěji (ve slovech sinojaponského původu) jako ou, např. とうきょう Tókjó (Toukijou) „Tokio“. V některých případech se však u po /o/ vyslovuje, (jedná se především o tvary sloves), například 問う [tou], 追う [ou] a podobně.
- V katakaně se k vyznačení délky používá znak ー, např. ビール bíru „pivo“.
- Zmenšený znak slabiky cu zdvojuje následující souhlásku (tzv. 促音 – sokuon (nebo též cumaruon)), např. がっこう (学校) gakkó „škola“; パンフレット panfuretto „brožura, pamflet“.
- Slabiky končící na samohlásku /u/ se využívají při přepisu cizích slov katakanou. Pokud v originále byly dvě souhlásky za sebou, v japonské transkripci se k zápisu první souhlásky použije nejčastěji právě slabika se samohláskou u: プラハ Puraha „Praha“, トースト tósuto „toast“, ゴルフ gorufu „golf“. V těchto případech dochází často k desonorizaci.
- Japonci vnímají souhlásky r a l jako totožné, fonologicky se shodují.
- Slabika は ve funkci tematické částice se nečte *[ha], ale [wa].
- Slabika を ve funkci akuzativní částice se nečte *[wo], ale [o].
- Slabika へ ve funkci směrové částice se nečte *[he], ale [e].
- Slabiky, zakončené /e/ a následované い (/i/) se nečtou *[-ei], ale [é] (například へい [hé] ve slově 平和; toto však neplatí pro oddělené významy/slabiky, jako třeba ve slově 会陰 [ein], 毛色 [keiro] a podobných vzácných případech).

### Kandži

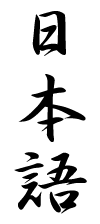
Nihongo (japonština)
zapsáno kaligraficky znaky kandži

Znaky kandži, které Japonci převzali z čínštiny, nezachycují výslovnost, ale pojmy. V určité omezené míře je tedy možné, aby Číňan i Japonec přečetli tentýž text každý svým jazykem a porozuměli mu. Úplnému porozumění ovšem brání několik faktorů:
- Gramatická struktura jazyka a slovosled se liší. Čínština a japonština jsou zcela odlišné jazyky z různých jazykových rodin.
- Japonské texty nikdy neobsahují pouze kandži, vždy jde o směs kandži a kany (tj. slabičných abeced hiragany a katakany), kterou čínština nepoužívá.
- I když drtivou většinu znaků používaných v japonštině má nebo měla ve svém repertoáru i čínština, může se lišit jejich preferované užití v obou jazycích. Např. znak pro řeku ve většině čínských názvů řek je 江 (jiāng, ťiang), popř. 河 (hé, che). V japonštině je to 川 (kawa). Tento znak existuje i v čínštině, čte se (chuan, čchuan) a znamená „vodní tok“, ale v názvech řek se příliš často neobjevuje. Nachází se například v názvu provincie S’-čchuan (四川, doslova „Čtyřříčí“).

Na rozdíl od čínštiny má v japonštině každý znak několik možných čtení, správná výslovnost se určí podle kontextu. Některá čtení jsou tzv. sinojaponská, jde o zkomolenou původní čínskou výslovnost daného znaku. Tímto způsobem čínština masivně ovlivnila slovní zásobu japonštiny, když byla v minulosti Čína kulturním vzorem a čínština jazykem vzdělanců, podobně jako v Evropě latina a v Indii sanskrt. Kromě toho mají znaky i japonské čtení, tj. jedno nebo více japonských slov, odvozených od pojmu, kterému daný znak odpovídá. Sinojaponské čtení bývá preferováno ve složených slovech, ale existují výjimky. Čínská výslovnost už v něm mnohdy není slyšet (buď kvůli příliš velkým hláskovým změnám, nebo kvůli vývoji čínské výslovnosti od doby, kdy byl znak přejat). Přestože v čínštině znak vždy označuje právě jednu slabiku, sinojaponské čtení může být dvojslabičné (např. znak 木 „strom“ se v současné čínštině čte mù, jeho sinojaponské čtení je moku, popř. boku.)
Příklad:
| 上 | nahoře, nad |                                                                       |
|    | shàng       | čínsky (např. Shànghǎi (上海) znamená „nad mořem“)                    |
|    | džó         | sinojaponsky (např. džóhanšin (上半身) je „horní část těla“)          |
|    | ue          | japonsky (např. jama no ueni (山の上に) znamená „(nahoře) na horách“) |
|    | uwa         | japonsky (např. uwagi (上着) je „kabát, svrchník“)                    |
|    | kami        | japonsky (např. kawa kami (川上) je „horní tok řeky“)                 |
|    | a           | v japonském ageru (上げる) „zvedat“ nebo agaru (上がる) „stoupat“     |
|    | nobo        | v japonském noboru (上る) „vystupovat“                                |
| 下 | dole, pod   |                                                                       |
|    | xià         | čínsky (např. xiàwén/sia-wen (下文) znamená „(viz) níže v textu“)     |
|    | ka          | sinojaponsky (např. čikatecu (地下鉄) je „metro“)                     |
|    | ge          | sinojaponsky (např. gešuku (下宿) je „podnájem“)                      |
|    | šita        | japonsky (např. šitagi (下着) je „spodní prádlo“)                     |
|    | šimo        | japonsky (např. kawa šimo (川下) je „dolní tok řeky“)                 |
|    | sa          | v japonském sageru (下げる) „snižovat“ nebo sagaru (下がる) „klesat“  |
|    | kuda        | v japonském kudaru (下る) „sestupovat“ nebo kudasai (下さい) „prosím“ |

Příklad japonského zápisu: 私はビールを飲みます。 Wataši wa bíru o nomimasu. (= Piji pivo.)

### Abecední řazení slov
Japonština používá dva způsoby řazení slov. Ve slovnících je běžně používán systém vycházející ze slabičné abecedy godžúon (五十音, doslova „padesát zvuků“). Pořadí znaků odpovídá tabulce uvedené výše. Sobě odpovídající znaky hiragany a katakany jsou si při řazení rovnocenné, slova psaná kandži se řadí podle své výslovnosti zapsané hiraganou. Stále je také používán starší systém řazení iroha (いろは), který je vytvořen podle mnemotechnické básně připisované mnichu Kúkaiovi. Systém iroha (katakanou; od dalšího textu oddělené mezerou) se však nejčastěji používá v číslování částí textů – v češtině tomu odpovídá: za a), za b), za c) atd.

## Gramatika

### Podstatná jména
Podstatná jména (substantiva) nerozlišují rod ani číslo. Funkci pádu přebírají částice (viz níže) připojené za podstatné jméno, které lze v některých případech vnímat jako pádové koncovky.
I přesto, že většina podstatných jmen nerozlišuje číslo, v některých případech používá japonština k vyjádření většího množství již neproduktivní reduplikaci, tzn. nově přejatá slova již nejsou tímto způsobem tvořena. Výsledkem této operace není plurál v pravém slova smyslu, ale spíše jde o kolektivní množství.
- 人 hito 'člověk'
- 人々 hitobito 'skupina lidí' (více než dva členové)

Na stejném principu fungují i kolektivní sufixy -tači (達) a -ra (等) — 太郎たち taró-tači neznačí 'skupinu mužů jménem Taró', ale 'skupinu, jejíž součástí je Taró'. Překlad tohoto spojení se liší podle kontextu: 'Taró a jeho přátelé', 'Taró a jeho rodina', 'Taró a jeho sourozenci' atp. Tato funkce je zřejmá i ze zájmen wataši-tači nebo boku-ra, která jsou překládána jako 'my' , doslovný překlad je ovšem: 'skupina, jejíž součástí jsem já'.
Substantiva mohou také reflektovat zdvořilost. K jejímu rozlišení se používá dvou zdvořilostních prefixů, které se zapisují hiraganovým お o- nebo ご (zastarale 御) go-.
- 結婚 kekkon 'svatba', ご結婚 go-kekkon 'svatba' (zdvořile; v kontextu může znamenat Vaše svatba)
- 金 kane 'peníze', též 'kov, zlato'; お金 o-kane 'peníze' (zdvořile)

### Přídavná jména
Přídavná jména (adjektiva) se v japonštině dělí na tzv. pravá a nepravá. Pravá adjektiva se chovají podobně jako slovesa.
- 車が赤い。 Kuruma ga akai. Auto je červené.
- 車が赤くない。 Kuruma ga akakunai. Auto není červené.
- 車が赤かった。 Kuruma ga akakatta. Auto bylo červené.
- 車が赤くなかった。 Kuruma ga akakunakatta. Auto nebylo červené.

Nepravá adjektiva se připojují pomocí partikule na　(な) nebo　no (の), v případě, že jde o adjektivum tvořené ze substantiva.
- 会社の車 kaiša no kuruma podnikové auto

### Osobní zájmena
Osobní zájmena se používají poměrně zřídka, pokud jejich význam lze vyrozumět z kontextu, vypouštějí se (vypouštějí se častěji než v češtině). Samostatná sada zájmen existuje pro důvěrný stupeň a samostatná pro zdvořilý stupeň promluvy.

#### Důvěrný stupeň
|          |              | „jednotné číslo“ | „množné číslo“                  |
| 1. osoba | všechny rody | 僕 boku já       | 僕ら bokura my                  |
|          | mužský rod   | 俺 ore           | 僕達 bokutači                   |
| 2. osoba | všechny rody | 君 kimi ty       | 君達[zdroj⁠?!] kimitači vy       |
|          | mužský rod   | お前 omae        | お前達[zdroj⁠?!] omaetači        |
| 3. osoba | mužský rod   | 彼 kare on       | 彼ら karera oni                 |
|          | ženský rod   | 彼女 kanodžo ona | 彼女達[zdroj⁠?!] kanodžotači ony |

#### Zdvořilý stupeň
Zájmena zdvořilého stupně nerozlišují rod a samostatná sada zájmen končících na -ちら -čira nerozlišuje ani číslo. Ve třetí osobě jde ve skutečnosti o spojení ukazovacího zájmena a podstatného jména 人 hito „člověk“; podle vzdálenosti může být předpona この kono nahrazena předponami その sono nebo あの ano.
|          | „jednotné číslo“        | „množné číslo“                                                    |
| 1. osoba | 私 watakuši (wataši) já | 私達、 我々、 我ら watakušitači (watašitači), wareware, warera my |
| 2. osoba | 貴方 anata ty           | あなた達、 あなた方 anatatači, anatagata vy                       |
| 3. osoba | この人 konohito on, ona | この人達 konohitotači oni, ony                                    |

Sada zájmen bez rozlišení čísla: 
| 1. osoba | こちら kočira já, my                |
| 2. osoba | そちら sočira ty, vy                |
| 3. osoba | あちら ačira on, ona, ono, oni, ony |

### Přivlastňovací zájmena
Japonština nemá zvláštní výrazy pro přivlastňovací zájmena. Místo toho se za tvar osobního zájmena připojí genitivní částice の no.
- 私のお金 watakuši no okane „mé peníze“ (doslova „já od peníze“)
- 彼の椅子 kare no isu „jeho židle“ (doslova „on od židle“)

Totéž platí i pro zvratné zájmeno 自分 džibun:
- 自分の仕事 džibun no šigoto „svá práce“

### Tázací, ukazovací a neurčitá zájmena a příslovce
Ukazovací zájmena mají různé tvary podle vzdálenosti od mluvčího a posluchače. Současně se rozlišují tvary jmenné (nahrazují ve větě podstatné jméno), přívlastkové (rozvíjejí ve větě podstatné jméno výběrem z množství), zpřídavnělé (rozvíjejí podstatné jméno určením vlastnosti) a lokální (příslovečné určení místa, v české mluvnici jsou považována za příslovce).
|              | Otázka                                 | U mluvčího                             | U posluchače                           | Jinde                                       | Neurčité                                   | Libovolné                                                                            |
| Jmenný       | だれ、 なに dare, nani kdo, co         | これ kore toto                         | それ sore to                           | あれ are tamto                              | だれか、 なにか dareka, nanika někdo, něco | だれでも、 なんでも daredemo, nandemo kdokoliv, cokoliv                              |
| Přívlastkový | どれ、 どの dore, dono který           | この kono tento                        | その sono ten                          | あの ano tamten                             | どれか doreka některý                      | どれでも doredemo jakýkoliv, cokoliv                                                 |
| Zpřídavnělý  | どんな donna jaký                      | こんな konna takovýto                  | そんな sonna takový                    | あんな anna takový                          |                                            |                                                                                      |
| Místo        | どこ、 どちら doko, dočira kde         | ここ、 こちら koko, kočira zde         | そこ、 そちら soko, sočira tam         | あそこ、 あちら asoko, ačira támhle         | どこか dokoka někde                        | どこでも、 どこにも、 どこにでも dokodemo, dokonimo, dokonidemo kdekoliv, (kamkoliv) |
| Směr         | どこへ、 どちらへ doko e, dočira e kam | ここへ、 こちらへ koko e, kočira e sem | そこへ、 そちらへ soko e, sočira e tam | あそこへ、 あちらへ asoko e, ačira e támhle | どこかへ dokoka e někam                    | どこへも、 どこへでも doko e mo, doko e demo kamkoliv                                |
| Čas          | いつ icu kdy                           |                                        |                                        |                                             | いつか icuka někdy                         | いつでも icudemo kdykoliv                                                            |
| Způsob       | どう dó jak                            |                                        |                                        |                                             | どうか dóka nějak                          | どうでも dódemo jakkoliv                                                             |

### Čísla a vyjádření počtu
Japonština používá dva číselné systémy: japonský pro čísla od jedné do deseti a sinojaponský.
| Význam  | Japonský                    | Sinojaponský | Kandži   |
| ------- | --------------------------- | ------------ | -------- |
| 0       | zero (přejato z angličtiny) | rei          | 零, ゼロ |
| 1       | hitocu                      | iči          | 一       |
| 2       | futacu                      | ni           | 二       |
| 3       | micu, miccu                 | san          | 三       |
| 4       | jon, jocu, joccu            | ši           | 四       |
| 5       | icucu                       | go           | 五       |
| 6       | muccu                       | roku         | 六       |
| 7       | nanacu, nana                | šiči         | 七       |
| 8       | jacu                        | hači         | 八       |
| 9       | kokonocu                    | ku, kjú      | 九       |
| 10      | tó                          | džú          | 十       |
| 100     |                             | hjaku        | 百       |
| 1 000   |                             | sen          | 千       |
| 10 000  |                             | man          | 万       |
| 100 000 |                             | džúman       | 十万     |
| 1 000   |                             | hjakuman     | 百万     |
| 10 000  |                             | senman       | 千万     |
| 100 000 |                             | oku          | 億       |
| 1 000   |                             | džúoku       | 十億     |

Takže číslo 123 456 se pomocí kandži zapíše 十二万三千四百五十六 (džú ni man san zen jon hjaku go džú roku). Kandži se ovšem v běžném styku k zápisu čísel nepoužívá, požívají se arabské číslice. Nicméně zatímco pro nás je výchozí počítání v násobcích 1 000, Japonci počítají po 10 000. Sto tisíc je tedy doslova deset desetitisíců, 10 × 10 000 (十万 džú man), jeden milion potom sto desetitisíců, 100 × 10 000 (百万 hjaku man). Velké sumy peněz se často počítají v desetitisících (万円 man'en).
Sinojaponský systém používá tzv. numerativy (anglicky counter word/measure word/classifier), což jsou jakési „měrné jednotky“ pro počítaný předmět. Takže jeden pták je 鳥一羽 tori ičiwa, přičemž znak wa (sinojaponské čtení) má význam „pero, křídlo“. Doslovný překlad by tedy byl „pták jedno křídlo“.
Japonština nerozlišuje tvarově množné číslo. V případě, že je třeba množství zdůraznit, pomáhá si příponami -tači,-domo,-gata,-ra (např. 私たち watašitači – my, 彼ら karera – oni), zdvojením (我々 wareware – my) anebo vyjádřením počtu.

### Slovesa
Japonská slovesa nevyjadřují časováním osobu ani číslo, ale čas, způsob, rod (trpný, činný) a úroveň zdvořilosti. Zvláštní tvary má minulý čas, zatímco tvary přítomného a budoucího času jsou společné a v případě potřeby se rozlišují příslovečným určením.
Podle způsobu časování se slovesa dělí na samohlásková a souhlásková. Slovníkový tvar („infinitiv“) samohláskových sloves se skládá z kmene končícího samohláskou e nebo i a z přípony -ru (-る). Infinitiv souhláskových sloves se skládá z kmene končícího souhláskou nebo samohláskou a a z přípony -u.
Z kmene lze vytvořit pět tzv. slovesných základů, které slouží k dalšímu tvoření slovesných tvarů:
|           | souhlásková | samohlásková | použití                                      |
| 1. základ | -a (-あ)    | –            | tvoření důvěrného záporu                     |
| 2. základ | -i (-い)    | –            | tvoření zdvořilého budoucího a minulého času |
| 3. základ | -u (-う)    | -ru (-る)    | infinitiv, citační tvar slovesa              |
| 4. základ | -e (-え)    | -re (-れ)    |                                              |
| 5. základ | -o (-お)    | –            |                                              |

3. základ (končící na -u) se považuje za základní, citační tvar slovesa. Tuto funkci má společnou s českým infinitivem. Současně je však možné ho při důvěrném projevu použít jako samostatné plnovýznamové sloveso ve větě, např.: つぎのえきでおりる。 Cugi no eki de oriru. „Vystoupím v příští stanici.“ (Doslova „Příště od stanice v vystoupit[zdroj⁠?!].“ První osoba vyplyne z kontextu, přímo ve větě žádnými jazykovými prostředky vyjádřena není. Pokud by to bylo nezbytné, použilo by se osobní zájmeno s částicí は nebo が.)
Další slovesné tvary (poznámka: při výslovnosti se přípona -masu zkracuje na [-mas], přípona -šita na [-šta]):
| třída        | důvěrně            |                           | zdvořile                 |                               |                               |                                            |
|              |                    |                           | budoucí čas              |                               | minulý čas                    |                                            |
|              | kladné             | záporné                   | kladné                   | záporné                       | kladné                        | záporné                                    |
| souhláskové  | 書く kaku psát     | 書かない kakanai nepsat   | 書きます kakimasu napíše | 書きません kakimasen nenapíše | 書きました kakimašita napsal  | 書きませんでした kakimasendešita nenapsal  |
|              | 読む jomu číst     | 読まない jomanai nečíst   | 読みます jomimasu přečte | 読みません jomimasen nepřečte | 読みました jomimašita přečetl | 読みませんでした jomimasendešita nepřečetl |
|              | 売る uru prodat    | 売らない uranai neprodat  | 売ります urimasu prodá   | 売りません urimasen neprodá   | 売りました urimašita prodal   | 売りませんでした urimasendešita neprodal   |
|              | 買う kau koupit    | 買わない kawanai nekoupit | 買います kaimasu koupí   | 買いません kaimasen nekoupí   | 買いました kaimašita koupil   | 買いませんでした kaimasendešita nekoupil   |
| samohláskové | 食べる taberu jíst | 食べない tabenai nejíst   | 食べます tabemasu sní    | 食べません tabemasen nesní    | 食べました tabemašita snědl   | 食べませんでした tabemasendešita nesnědl   |
|              | 見る miru vidět    | 見ない minai nevidět      | 見ます mimasu uvidí      | 見ません mimasen neuvidí      | 見ました mimašita viděl       | 見ませんでした mimasendešita neviděl       |

### Částice
Na rozdíl od češtiny nejsou japonské částice (partikule) pouze jakýmsi zbytkovým slovním druhem bez jasně vymezené funkce. Naopak, jde o velmi důležitá gramatická slova, která určují vztahy mezi větnými členy. Kladou se za slova nebo fráze (obvykle jmenné fráze) a určují jejich funkci ve větě podobně jako předložky (resp. záložky, postpozice) a pádové koncovky v jiných jazycích. Lingvisté je převážně popisují jako samostatná slova, ale vzhledem k chybějícímu grafickému vyznačení hranic slov v japonštině by je bylo možné chápat i jako pádové koncovky. Pro jejich samostatnost nicméně mluví fakt, že se připojují jednou za celou frázi, nikoliv za každé slovo fráze zvlášť.

#### は
Částice は se nečte ha, jak by odpovídalo jejímu zápisu, ale wa. Zdůrazňuje téma promluvy a může označovat podmět nebo předmět věty. Díky ní bývá japonština uváděna jako příklad jazyka, který má aktuální členění vyjádřené morfologicky.
- 大阪は大きな町です。 Ósaka wa ókina mači desu. „Ósaka je velké město.“ (doslova „Ósaka téma velký město být.“)

#### が
Částice が ga označuje předcházející frázi jako podmět. Pokud je podmět označen částicí は jako téma, částice が už se nepřidává. Přesto se mohou obě částice objevit v jednom souvětí, potom částice は označuje podmět hlavní a částice が podmět vedlejší věty.
- 高い家具 takai kagu „drahý nábytek“
- 家具が高い。 Kagu ga takai. „Nábytek je drahý.“ (doslova „nábytek podmět drahý.“)
- 山の上は景色がいいです。 Jama no ue wa kešiki ga ii desu. „Na horách je krásná krajina.“ (doslova „hora genitiv nahoře téma krajina podmět krásný být.“)

#### を
Částice を se nečte wo, jak by odpovídalo jejímu zápisu, ale o. Má funkci akuzativu, čili označuje přímý předmět.
- 本を読む hon o jomu „číst knihu“ (doslova „kniha předmět číst“)
- 絵を書く e o kaku „malovat obraz“ (doslova „obraz předmět malovat“)

#### の
Částice の no má funkci genitivu a vytváří přivlastňovací vztahy. Lze ji vnímat jako genitivní pádovou koncovku, nebo také jako jakousi podřadící spojku, neboť se obvykle nachází mezi frází vlastníka a frází vlastněného.
- 雨の音 ame no oto „zvuk deště“ (doslova „déšť od zvuk“)
- 海の魚 umi no sakana „mořská ryba“ (doslova „moře od ryba“)
- 子供の夏の靴 kodomo no nacu no kucu „dětské letní boty“ (doslova „dítě od léto od bota“)

#### へ
Částice へ se nečte he, jak by odpovídalo jejímu zápisu, ale e. Označuje směr pohybu nebo činnosti.
- 海へ行く umi e iku „jet k moři“ (doslova „moře k jet“)
- 父への手紙 čiči e no tegami „dopis otci“ (doslova „otec k od dopis“)

#### に
Částice に ni může mít funkci dativu, může označovat místo stavu, účel nebo cíl děje nebo čas. Od částice へ se liší tím, že určuje cíl pohybu, zatímco へ určuje směr pohybu (což může, ale nemusí být totéž).
- 母にあげる。 Haha ni ageru. „Dát matce.“ (doslova „matka k dát“)
- 友達が広島に住む。 Tomodači ga Hirošima ni sumu. „Přítel bydlí v Hirošimě.“ (doslova „přítel podmět Hirošima v bydlet“)
- 部屋に入る。 Heja ni hairu. „Vstoupit do místnosti.“ (doslova „místnost do vstoupit“)
- 夏に nacu ni „v létě“ (doslova „léto v“)
- 学校に行く。 Gakkó ni iku. „Jdu do školy.“ (doslova „škola do jít“)
- 学校へ行く。 Gakkó e iku. „Jdu ke škole.“ (doslova „škola k jít“)

Tato částice má i mnoho dalších použití, např. z nepravých přídavných jmen záměnou za původní な vytvoří příslovce:
- 静かに šizuka ni „tiše“ (静かな šizuka na „tichý“, „klidný“)

#### で
Částice で de má funkci instrumentálu, označuje prostředek nebo způsob činnosti.
- 船で行く fune de iku „jet lodí“ (doslova „loď s jet“)
- 英語で話す eigo de hanasu „mluvit anglicky“ (doslova „angličtina s mluvit“)

#### から
Částice から kara má funkci ablativu, vyjadřuje místní nebo časové východisko nebo příčinu děje. Přibližně odpovídá českým předložkám z, od.
- 船は港から出る fune wa minato kara deru „lodě odjíždějí z přístavu“ (doslova „loď téma přístav z odjíždět“)
- 月曜日から働く gecujóbi kara hataraku „pracovat od pondělí“ (doslova „pondělí od pracovat“)
- 酒は米から作る sake wa kome kara cukuru „sake se vyrábí z rýže“ (doslova „sake téma rýže z vyrábět“)

#### まで
Částice まで made vyjadřuje místní nebo časovou krajní mez, odpovídá českému až do.
- 京都まで行く Kjóto made iku „jet až do Kjóta“ (doslova „Kjóto až-do jet“)
- 朝まで起きる asa made okiru „být vzhůru do rána“ (doslova „ráno až-do bdít“)

#### と, や
Částice と to nemá funkci pádové koncovky ani předložky, ale spíše souřadící spojky „a“ u úplného výčtu. Podobnou funkci má i částice や ja, avšak používá se u výčtu neúplného.
- 大きい木と小さい石 ókí ki to čísai iši „velký strom a malý kámen“
- 女の子と男の子 onnanoko to otokonoko „děvčata a chlapci“
- 庭に猫や犬がいる。 Niwa ni neko ja inu ga iru. „Na zahradě je kočka a pes.“ (částice や říká, že jsou tam i další zvířata)

#### も
Částice も mo zhruba odpovídá českým slovům i, také, v záporu ani. Pokud se vyskytne společně s částicí を, znamená „dokonce i“.
- 地図を買う čizu o kau „koupím si mapu“ (doslova „mapa předmět koupit“)
- 雑誌も買う zašši mo kau „koupím si i časopis“ (doslova „časopis i koupit“)
- 本をも買う hon o mo kau „koupím si dokonce i knihu“ (doslova „kniha předmět i koupit“)

#### か
Částice か ka se klade na konec věty a tvoří tázací větu. Na rozdíl od jiných jazyků se tázací věta v písmu nevyznačuje otazníkem, ani se v ní nemění slovosled.
- 枝が緑。 Eda ga midori. „Větev je zelená.“
- 枝が緑か。 Eda ga midori ka. „Je větev zelená?“

### Slovosled
Struktura japonské věty je SOV (podmět-předmět-sloveso). Japonština vyjadřuje gramatickou roli a pád slova pomocí nesamostatných významových jednotek, tzv. partikulí.
Příklad:
| kandži/kana  | 私     | は                  | ミルク | を                   | 飲みます            |
| hiragana     | わたし | は                  | みるく | を                   | のみます            |
| český přepis | wataši | wa                  | miruku | (w)o                 | nomimasu            |
| význam       | já     | (tematická částice) | mléko  | (akuzativní částice) | pít – zdvořilý tvar |

Jednotlivé prvky věty mohou být vynechány, vyplývají-li z kontextu; a v praktické mluvě tomu tak ve velké míře je – důvtipná vynechání např. některých zájmen jsou pak zdrojem (někdy záměrných) dvojsmyslů a narážek.

## Úrovně zdvořilosti
Japonština rozlišuje zdvořilost promluvy na gramatické úrovni. Zdvořilost se vyjadřuje různými prostředky a jde o obecnou volbu výrazů podle toho, s kým nebo o kom mluvíme. Neomezuje se tedy pouze na případy, kdy se přímo obracíme na respektovanou osobu, jako je tomu v českém vykání. Vzdálenou analogií je v češtině, kromě vykání a tykání, také rozlišování knižního, hovorového a vulgárního stylu. Je dobré vědět, že zvládnutí jazykové zdvořilosti je pro Japonce velmi důležité a Japonec jiného člověka při prvním kontaktu posuzuje právě z hlediska jazykové zdvořilosti.
Rozeznáváme tyto úrovně zdvořilosti:
- 丁寧語 teineigo – zdvořilá řeč (angl. polite language) (např. masu, desu apod.)
- 尊敬語 sonkeigo – uctivá řeč (angl. honorific language)
- 謙譲語 kendžógo – skromná řeč (angl. humble language) (např. itadaku)

Kromě těchto různých úrovní zdvořilosti existuje i úroveň důvěrná neboli prostá (tj. bez použití zdvořilostních prostředků).

### Důvěrná úroveň
Důvěrná, prostá nebo také „dětská“ úroveň je používána dětmi a vůči dětem, než se ve škole naučí zdvořilé úrovni, a také mezi členy rodiny nebo v rámci užší skupiny, například party kamarádů nebo úzkého pracovního kolektivu. V důvěrné úrovni jsou také psány neosobní texty, např. noviny. Cizinec se patrně nikdy nedostane do situace, kdy by mohl na této úrovni komunikovat, a Japonec za běžných okolností vůči cizinci tuto úroveň nepoužije.
Znalost důvěrného stupně je důležitá i proto, že tvoření zdvořilých tvarů přímo vychází z tvarů důvěrných.
Na důvěrnou úroveň patří mj. koncovka slovesného záporu -ない -nai, např. „nepůjdu“ důvěrně 行かない ikanai, zdvořile 行きません ikimasen.

### Zdvořilá úroveň
Tato úroveň je používána nejčastěji. Je to bezpečná úroveň, slušná za všech okolností. Je používána vůči dospělým, kteří nejsou částí stejné uzavřené skupiny, vůči cizincům apod. Nevyjadřuje důvěrnost, ale ani společenskou nerovnost.
Na zdvořilou úroveň patří např. tyto slovesné koncovky:
- -ます -masu (budoucí čas kladný)
- -ません -masen (budoucí čas záporný)
- -ました -mašita (minulý čas kladný)
- -ませんでした -masendešita (minulý čas záporný)

### Uctivá úroveň
Uctivá (formální, honorifická) úroveň je používána vůči lidem, kteří stojí na společenském žebříčku výrazně výše než mluvčí, ať už mluvíme o nich nebo s nimi. Honorifické tvary jsou používány, mluví-li například řadový zaměstnanec s prezidentem společnosti nebo běžný Japonec s předsedou vlády. Uctivá mluva je také používána vůči výrazně starším, významným umělcům a všeobecně úctyhodným lidem.
Do této úrovně komunikace spadá jak výše zmíněná uctivá řeč (sonkeigo), tak i skromná řeč (kendžógo). První zahrnuje prostředky, jak vyjádřit úctu ke společensky výše postavené osobě („povýšit ji“), druhá naopak snižuje význam mluvčího („ponížit se“).
Příkladem skromné řeči je pomocné sloveso いただく itadaku s původním významem „přijmout“ (jeho neutrálním protějškem je sloveso もらう morau). Příklad:
- 空港まで行ってもらえますか。 kúkó made itte moraemasu ka. „Zavezl byste mne až na letiště?“
  - Neutrální zdvořilá úroveň. 行って itte je přechodník slovesa 行く iku „jít“. もらえます moraemasu je budoucí čas slovesa もらう morau „dostat“. Kombinace těchto slovesných tvarů znamená „dostat jízdu“, tedy „být zavezen“.
- 友達のお父さんに空港まで行っていただきました。 tomodači no otósan ni kúkó made itte itadakimašita. „Přítelův otec mne zavezl až na letiště.“
  - Skromná úroveň. いただきました itadakimašita je minulý čas skromného slovesa いただく itadaku, „poníženě, s povděkem přijmout“ (v tomto případě odvezení). Celá věta tak dostává nádech „Přítelův otec byl tak velice laskav, že mne zavezl až na letiště.“

Uctivé výrazy se často poznají podle honorifické předpony お- o-, ご- go-, které se mohou objevit jak před slovesy, tak před podstatnými a přídavnými jmény. Slovesa kromě toho opět mění i koncovku. Např. sloveso 読む jomu „číst“ má uctivý tvar お読みになる ojomi ni naru. Naopak skromné tvary jsou お読みいたす ojomi itasu nebo お読みする ojomi suru.
Uctivé tvary také pronikly do ostatních úrovní komunikace jako součásti zdvořilostních frází nebo výrazů pro věci, ke kterým mají Japonci úctu: gohan (御飯) – vařená rýže, okane (お金) – peníze, arigató gozaimasu ありがとうご座います – děkuji mnohokrát, ohajó gozaimasu お早うご座います – dobré jitro (tučně jsou vyznačeny honorifické prefixy).

## Vzorový text

### Všeobecná deklarace lidských práv
| japonsky           | すべての人間は、生まれながらにして自由であり、かつ、尊厳と権利とについて平等である。人間は、理性と良心とを授けられており、互いに同胞の精神をもって行動しなければならない。                                               |
| (čekošiki) rómadži | Subete no ningen wa, umarenagara ni šite džijú de ari, kacu, songen to kenri to ni cuite bjódó de aru. Ningen wa, risei to rjóšin to (w)o sazukerarete ori, tagai ni dóhó no seišin (w)o motte kódó ši nakereba naranai. |
| česky              | Všichni lidé se rodí svobodní a sobě rovní co do důstojnosti a práv. Jsou nadáni rozumem a svědomím a mají spolu jednat v duchu bratrství.                                                                               |